# Sergio Caram
Sergio Caram (* 19. Oktober 1967 (andere Quellen nennen den 18. Oktober) in Salto, Uruguay) ist ein uruguayischer Pianist.

## Ausbildung
Caram studierte zunächst am Conservatorio Vicente Pablo in Salto bei Irma N. Derrégibus. Sodann vertiefte und perfektionierte er ab 1985 seine musikalischen Fähigkeiten bei Lidia Tróccoli in Montevideo. Im Folgejahr erhielt er ein im Rahmen eines Schüleraustausch-Stipendiums die Gelegenheit in die USA zu gehen. Dort studierte er dann mit einem Stipendium über vier Jahre an der Carnegie Mellon University in Pittsburgh. Sein Studium der Schönen Künste mit Fachrichtung Musik schloss er 1990 bei Nelson Whitaker mit dem Bachelor of Fine Arts in Piano Performance ab. Von dort führte Caram sein weiterer Lebensweg im selben Jahr, diesmal mit einem universitären Stipendium seiner US-amerikanischen Universität für Musikerziehung ausgestattet, während des Winters nach Brasilien. Ab 1991 wurde er anderthalb Jahre lang in Utah von Irene Weiss Peery unterrichtet.

## Musikalische Karriere
Caram, der heute überwiegend in den USA in New Jersey lebt, trat erstmals als Klaviersolist mit dem Philharmonieorchester der Carnegie Mellon University auf. 1993 gewann er in Park City beim Wettbewerb Utah Mozart Festival den Zweiten Preis. Zwei Jahre später erhielt er den Dritten Preis beim internationalen Wettstreit in Hilton Head Island. In jenem Jahr trat er auch erstmals in Montevideo mit dem SODRE-Sinfonie-Orchester auf. Als Dirigent fungierte bei dieser Gelegenheit Piero Gamba. 1997 folgte sein Auftritt als Solo-Pianist gemeinsam mit der Philharmonie Montevideos. 1999 gab er eine Darbietung bei den Vereinten Nationen in New York im Auditorium Dag Hammarskjöld. Im Teatro Colón in Buenos Aires spielte er zudem in jenem Jahr im Salón Dorado mehrere Konzerte. Aus jenem Jahr stammt auch seine erste in Englewood aufgenommene Platte, der zwei Jahre später eine weitere in Köln produzierte folgte. Caram gab überdies Konzerte unter anderem in Washington, Ottawa, Rom und Brüssel.